# Леонтије Павловић
Леонтије (световно Драгољуб Павловић; Горњи Бродац код Бијељине, 10. фебруар 1914 — Смедерево, 13. октобар 1997) био је архимандрит Српске православне цркве и игуман Манастира Врдника.

## Биографија
На крштењу је добио име Драгомир. У родном селу је завршио основну школу, у Бијељини нижу гимназију (1929), у Сарајеву Трговачку академију (1933). У Битољу се школовао на Православној богословији, дипломирао је на Богословском факултету у Београду (1949). На Филозофском факултету у Београду, одељењу за историју уметности, дипломирао је 1957. године, а 1964. одбранио докторску дисертацију Култови лица код Срба и Македонаца – историјско –етнографска расправа. У братству манастира Студеница, где се посветио монашком животу, добија име Леонтије. У периоду од 1937. до 1945. обавља одговорно задужење студеничког ризничара. У чин јеромонаха рукоположен је 1945. године. У црквеној служби је од октобра 1937. до фебруара 1950. године. Од 1950. године је, најпре, приправник млађи библиотекар, а потом, до 1956. асистент за предмет Литургика са хришћанском археологијом и предавач у Богословији “Свети Сава” (тада се налазила у манастиру Раковица). Од 1956. до 1959. ради као професор у Азањи (општина Смедеревска Паланка). Професионалну каријеру наставља као управник Музеја у Смедереву (1959—1977), а потом, до пензионисања (1989) ради као виши научни саветник.

## Ужа интересовања и значај
Уже специјалности Леонтија Павловића су национална историја и средњовековна археологија. Објављивао је радове из историје уметности, етнологије, археологије, историје средњовековне књижевности, историје религије, историје медицине. Посебна област истраживања је привредна, војна, политичка и културна историја Смедерева. Писао је о становништву града и околине, болницама и апотекама, штампарији, листовима који су излазили, развоју школства и просвете, старим занатима, о Тврђави, деспоту Ђурђу Бранковићу и његовој породици.

## Легат др Леонтија Павловића
Легат др Леонтија Павловића се од 1991. године чува у Народној библиотеци Смедерево, где је обрађен и класификован. Легат чини збирка научних и уметничких текстова (више од 2000 публикација на српском језику, публикације на страним језицима, стара и ретка књига, часописи и некњижни материјал - разгледнице, фотографије, плакати, филмови, исечци из штампе, рекламни и туристички проспекти, географске карте, рукописна грађа). Легат др Леонтија Павловића је проглашен за културно добро од великог значаја.

## Награде и признања
- Октобарска награда, СО Смедерево (1972)
- Награда Ослобођења Смедерева, СО Смедерево (1974)
- Златна значка КПЗ (1985)
- Орден са златним венцем, Председништво СФРЈ(1986)
- Златни кључ града Смедерева (1987)
- Златна медаља Друштва конзерватора Србије (1995)
- Светосавска повеља Смедерева, СО Смедерево (1995)

## Дела

### Монографске публикације
1. Неки споменици културе. 1 Смедерево: Народни музеј, 1962.
2. Неки споменици културе. 2 Смедерево: Народни музеј, 1963.
3. Неки споменици културе. 3 Смедерево: Народни музеј, 1964.
4. Култови лица код Срба и Македонаца. Смедерево: Народни музеј, 1965.
5. Неки споменици културе. 4 Смедерево : Народни музеј, 1967.
6. Смедеревска тврђава од 1815 – 1867 : односи Срба и Турака. Смедерево : Народни музеј, 1967.
7. Архива Арона Деспинића о трговини Србије и Аустроугарске од 1808-1859. Смедерево : Народни музеј, 1968.
8. Стодесет година болнице и апотеке у Смедереву. Смедерево : Медицински центар “Миливоје Стојковић Мића”, 1968.
9. Смедерево у XIX веку : занимања, имовина и зарада становника према пописима 1833. и 1862/3. године : архивски подаци са коментарима (са 38 цртежа и фотографија). Смедерево : Народни музеј, 1969.
10. Копање блага у Смедеревској тврђави и добровољна људска жртва 1892. год. : научни поглед на прастари обичај клања. Смедерево : Музеј у Смедереву, 1970.
11. Смедеревске штампарије и појава најстаријих листова : Народна воља и Фењер 1875—1876. године : расађивача социјалистичких идеја. Смедерево : Музеј у Смедереву, 1970.
12. Смедеревска гимназија : минули век : 1871 – 1971. / Леонтије Павловић, Мирко Булатовић, Радослав Пауновић. Смедерево : Одбор за прославу стогодишњице Гимназије, 1971.
13. Музеј и споменици културе Смедерева. Смедерево : Музеј у Смедереву, 1972.
14. Књига у смедеревском крају у XIX веку : каталог изложбе књига у Смедеревском округу од 1800—1851. Смедерево : Градска народна библиотека, 1974.
15. Неки споменици културе : осврти и запажања. 5 Смедерево : Музеј у Смедереву, 1975.
16. Споменица : поводом прославе стоседамдесет година постојања Основне школе “Димитрије Давидовић” у Смедереву : 1806 –1976 : прилог проучавању школства и просвете у смедеревском округу. Смедерево : “Димитрије Давидовић”, 1976.
17. Историја Смедерева у речи и слици. Смедерево : Музеј у Смедереву, 1980.
18. Вук Стефановић Караџић и Смедерево. Смедерево : Музеј у Смедереву, 1982.
19. Прозни и песнички списи настали у Смедереву 1433—1456. године. Смедерево : Музеј у Смедереву, 1983.
20. Радикална странка у Србији пре Тимочке буне према архивској грађи из збирке Музеја у Смедереву. Смедерево : Музеј у Смедереву, 1984.
21. Димитрије Давидовић у Смедереву. Смедерево : Музеј у Смедереву, 1985.
22. Смедеревске библиотеке : књиге и библиотеке у Смедеревском крају од 1430. године до данас. / Леонтије Павловић ... [и др.]. Смедерево: Народна библиотека, 1986.
23. Смедерево и Европа : 1381-1918. Смедерево : Музеј у Смедереву, 1988.
24. Смедеревске новине : 1875 – 1995. Смедерево : Наш глас, 1995.
25. Стварање култова првих Немањића у Хиландару и Студеници. Смедерево : Историјски архив Смедерево, 1997.